# Maerua rosmarinoides
Maerua rosmarinoides là một loài thực vật có hoa trong họ Capparaceae. Loài này được Gilg & Ben. mô tả khoa học đầu tiên.